# Agecore
Agecore (Eigenschreibweise AgeCore) ist eine 2015 gegründete Einkaufsgemeinschaft von Handelsketten in Europa mit Sitz im schweizerischen Genf. Zu der Händlervereinigung gehörten ursprünglich Edeka (Deutschland), Intermarché (Frankreich), Coop (Schweiz), Colruyt (Belgien), Conad (Italien) und Eroski (Spanien). Edeka und Intermarché haben die Vereinigung inzwischen verlassen. Der Großflächenbetreiber Kaufland (Deutschland) erweitert zum 1. Januar 2025 die Einkaufsgemeinschaft. Bekannt wurde die Vereinigung auch durch ihren Streit mit Lebensmittelkonzernen wie Nestlé sowie AB InBev oder Mars Incorporated und dem Boykott von Produkten durch die angeschlossenen Handelsketten.

## Geschichte
Agecore wurde im November 2015 u. a. von Edeka mit weiteren Partnern auch als Einkaufsbündnis gegründet. Erster Geschäftsführer wurde Gianluigi Ferrari, der vorher als Manager Chef des Rewe-Bündnisses Coopernic gewesen war. Zu Jahresende 2020 schied dieser bei Agecore aus und wechselte zu Jahresbeginn 2021 zum niederländischen Konkurrenten Everest.
2017 drohte Agecore Produkte des Bierkonzerns AB InBev (Beck’s etc.) auszulisten, weil keine Preisübereinkunft erzielt wurde.
2018 forderte mit einem Bestellstopp bei Nestlé Agecore bessere Konditionen für dessen Produkte. Coop stoppte die Order von 150 Artikeln, Edeka ebenfalls von über 100 Artikeln. Nestlé macht nach Schätzungen über 2 Milliarden Schweizer Franken Umsatz mit den Agecore-Unternehmen, was über 2 Prozent des Konzernumsatzes bzw. rund 10 Prozent des Umsatzes in Europa ausmacht.
Im Dezember 2018 startete das Bündnis mit dem Boykott von bis zu 56 Markenprodukten der Mars Incorporated.
2020 befand sich Agecore im Konflikt mit The Coca-Cola Company, nach Intermarché und Edeka begann auch Colruyt einige Produkte des Getränkeherstellers zu boykottieren.
Per 31. Oktober 2020 hat Edeka die Mitgliedschaft bei Agecore gekündigt. Im März 2021 folgte Intermarché aufgrund von Sanktionen der französischen Wettbewerbsbehörde.

## Effizienz
Eine Studie kommt zu dem Schluss, dass Agecore als zentrale Instanz einen Vorteil für Edeka gegenüber Einzelhändlern ohne Einkaufsgemeinschaft von ca. 12% erzielte.
Das Umsatzvolumen der Gruppe ist nach dem Weggang von Edeka und Intermarché um etwa 100 Milliarden auf 62 Mrd. € geschrumpft. Die verbleibenden Mitglieder der  Einkaufsgemeinschaft sind: Colruyt (Belgien), Coop Schweiz, Conad (Italien) und Eroski (Spanien).